# Jacques Herbillon (Boxer)
Jacques Herbillon (* 18. Juni 1928 in Romain, Marne; † 15. Januar 2011 in Verzenay) war ein französischer Boxer. Er war französischer Meister der Berufsboxer im Weltergewicht.

## Werdegang
Jacques Herbillon begann 1943 in seinem Wohnort Chalons-en-Champagne mit dem Boxen. In seiner Amateurzeit kämpfte er sich bis in die französische Spitzenklasse, scheiterte aber an seinem Hauptrivalen Charles Humez, als es darum ging, sich für größere Aufgaben zu qualifizieren. Insgesamt bestritt er als Amateur 80 Kämpfe.
1949 trat er zu den Berufsboxern über. Er gehörte während seiner ganzen aktiven Zeit dem Boxstall „Ring Regional de Champagne“ in Chalons-en-Champagne an. Seine Manager waren in jenen Jahren Marcel Thil und Marcel Dalsheimer. Seinen ersten Profikampf bestritt er am 19. November 1949 in Chalons-en-Champagne. Dabei wurde er im Leichtgewicht Punktsieger über seinen Landsmann Maurice Maury. Seine erste Niederlage musste er am 11. Februar 1950 in Chalons-en-Champagne hinnehmen, als er gegen Augustin Ussin durch techn. K.O. verlor. In der Folgezeit kämpfte er sich aber durch viele gewonnene Kämpfe in die französische Spitzenklasse hinein. Er entwickelte sich dabei zu einem harten „Puncher“, der mehr als die Hälfte seiner siegreichen Kämpfe vorzeitig gewann.
Am 8. Mai 1952 kämpfte Jacques Herbillon in der Sporthalle am Funkturm in Berlin gegen den deutschen Leichtgewichtsmeister aus Bamberg Hans Häfner und trotzte diesem ein Unentschieden ab.
In Reims wurde Jacques Herbillon am 3. Oktober 1953 mit einem Sieg über Jacques Prigent im Leichtgewicht erstmals französischer Meister. Am 16. Juli 1954 erhielt er dann die Chance, in der Mailänder Vigorellibahn gegen den Italiener Duilio Loi, einem der damals weltbesten Leichtgewichtsboxer, um den Europameistertitel (EBU) zu boxen. Er verlor diesen Kampf, der über die volle Distanz von 15 Runden ging, nach Punkten. Nach diesem Kampf wechselte er, weil er das Gewichtslimit für die Leichtgewichtsklasse nicht mehr bringen konnte, in das Weltergewicht. Der französische Meistertitel im Leichtgewicht ging ihm dadurch natürlich verloren.
Am 24. November 1955 wurde Jacques Herbillon durch einen Punktsieg über Sauveur Chiocca im Salle Wagram in Paris erneut französischer Meister, nunmehr im Weltergewicht. Eine überraschende Punktniederlage musste er am 31. Dezember 1955 in Reims in einem Kampf, in dem es um keinen Titel ging, gegen den Deutschen Siegfried  Burrow hinnehmen. Am 26. Februar 1956 verlor er in Paris durch eine Niederlage gegen Valere Benedetto den französischen Meistertitel schon in seiner ersten Titelverteidigung.
Diesen Titel holte er sich dann am 15. Februar 1958 in Chalons-en-Champagne durch einen Punktsieg über Valere Benedetto zurück und verteidigte diesen Titel am 14. Juni 1958 in Saint-Brieuc mit einem Punktsieg über Gaston Mathieu. Am 26. Dezember 1958 hatte Jacques Herbillon dann erneut die Chance in Palazzo dello Sport in Mailand Europameister (EBU) im Weltergewicht zu werden. Er kämpfte dort gegen Emilio Marconi, verlor diesen Kampf aber nach Punkten.
Danach gelang es ihm, den französischen Meistertitel im Weltergewicht noch dreimal erfolgreich zu verteidigen. Am 9. Februar 1959 reichte ihm dazu im Palais des Sports in Paris ein Unentschieden gegen Maurice Auzel und am 11. April 1959 in Besançon ein Unentschieden gegen Michel Lambordet. Am 9. Mai 1959 besiegte er in Saint-Dizier Michel Francois nach Punkten. Seinen französischen Meistertitel verlor er schließlich am 6. Juni 1959 in Besançon durch eine Punktniederlage an Michel Lombardet. Dieser Kampf war gleichzeitig der letzte in seiner Laufbahn. Er trat danach zurück.

## Meisterschaftskämpfe als Profi
| Datum        | Ort                         | um die Meisterschaft von | Gewichtsklasse | Ergebnis                                      |
| 3. 10. 1953  | Reims                       | Frankreich               | Leicht         | Sieg über Jacques Prigent                     |
| 16. 7. 1954  | Vigorellibahn Mailand       | Europa (EBU)             | Leicht         | Punktniederlage gegen Duilio Loi, Italien     |
| 24. 11. 1955 | Salle Wagram Paris          | Frankreich               | Welter         | Punktsieg über Sauveur Chiocca                |
| 26. 2.1956   | Salle Wagram Paris          | Frankreich               | Welter         | Niederlage gegen Valere Benedetto             |
| 15. 2. 1958  | Chalons-en-Champagne        | Frankreich               | Welter         | Punktsieg über Valere Benedetto               |
| 14. 6. 1968  | Saint-Brieuc                | Frankreich               | Welter         | Punktsieg über Gaston Mathieu                 |
| 26. 12. 1958 | Palazzo dello Sport Mailand | Europa (EBU)             | Welter         | Punktniederlage gegen Emilio Marconi, Italien |
| 9. 2. 1959   | Palais des Sports Paris     | Frankreich               | Welter         | Unentschieden gegen Maurice Auzel             |
| 11. 4. 1959  | Besançon                    | Frankreich               | Welter         | Unentschieden gegen Michel Lombardet          |
| 9. 5. 1959   | Saint-Dizier                | Frankreich               | Welter         | Punktsieg über Michel Francois                |
| 6. 6. 1959   | Besançon                    | Frankreich               | Welter         | Punktniederlage gegen Michel Lombardet        |